# Aeon
Aeon je drugi studijski album norveškog metal sastava Zyklon. Album 8. rujna 2003. godine objavljuje izdavačka kuća Candlelight Records.

## Popis pjesama
Tekstovi: Bård Eithun, glazba: Zyklon, osim gdje je označeno drugačije.
| 1.    | »Psyklon Aeon«            |                     | 3:26 |
| 2.    | »Core Solution«           |                     | 5:12 |
| 3.    | »Subtle Manipulation«     |                     | 3:17 |
| 4.    | »Two Thousand Years«      |                     | 5:49 |
| 5.    | »No Name Above the Names« | Zyklon, Cosmocrator | 4:16 |
| 6.    | »The Prophetic Method«    |                     | 3:16 |
| 7.    | »Specimen Eruption«       |                     | 4:38 |
| 8.    | »Electric Current«        |                     | 5:44 |
| 9.    | »An Eclectic Manner«      |                     | 6:16 |
| 41:54 |                           |                     |      |

## Zasluge
Zyklon
- Secthdamon – vokali, bas-gitara
- Destructhor – gitara
- Zamoth – gitara, mastering, dizajn
- Trym – bubnjevi

| Dodatni glazbenici - Daemon – dodatni i prateći vokali (na pjesmama 4, 6 i 8) - Matt Jarman – elektronika (na pjesmi 8) - Thorbjørn Akkerhaugen – sintesajzer, programiranje, produkcija - LRZ – efekti, programiranje (na pjesmi 9) - Ofu Kahn – vokali (na pjesmi 9) | Ostalo osoblje - Stephen O'Malley – dizajn - Fredrik Nordström – miksanje, produkcija - Morten Lund – mastering - Faust – tekstovi |